# Connie Fisher
Pour les articles homonymes, voir Fisher.
Connie Fisher est une actrice britannique.
Le 15 novembre 2006, elle a joué le rôle de Maria von Trapp dans La Mélodie du bonheur dans le West End de Londres, pour un contrat de six mois, qui a été prolongé jusqu'au 23 février 2008. Elle a repris le rôle de Maria dans la tournée britannique de The Sound of Music à partir de juillet 2009. Elle a tenu un rôle récurrent de patiente dans la série médicale britannique Casualty en 2012.

## Biographie
Elle est née à Lisburn en Irlande du Nord, son père était major dans les Forces armées britanniques. Elle a vécu dans le comté de Dorset en Angleterre et à l'âge de quatre ans dans le Pembrokeshire au Pays de Galles. Elle parle le Gallois.
Elle étudie l'art dramatique à de Mountview Academy of Theatre Arts à Londres, elle termine en 2005.

## Filmographie
- 2008 : Caught in a Trap
- 2009 : The Omid Djalili Show
- 2009 : The Wedding Dress
- 2012 : Casualty (série télévisée)

## Discographie
- 2006 : Favourite Things
- 2006 : The Sound of Music – London Palladium cast album
- 2009 : Secret Love